# 克里斯·克劳福德
克里斯·克劳福德（英語：Christopher Lee Crawford，1975年5月13日—），为美国美國職業籃球聯賽前职业篮球运动员，於1997年NBA选秀中第2轮第22顺位被亚特兰大老鹰选中。